# War and Peace: 1796-1815
War and Peace: 1796–1815 è un videogioco strategico in tempo reale del 2002 per PC con sistema operativo Microsoft Windows. Il gioco è stato sviluppato e distribuito da Microïds, e in Italia la distribuzione è avvenuta per opera di Edizioni Master.

## Grafica
Il gioco è completamente in grafica 3D e le ambientazioni riproducono fedelmente le reali condizioni geografiche del luogo in questione. Gli spostamenti degli eserciti e le battaglie sono riprodotte anch'esse in 3D tramite animazioni eseguite direttamente sulla mappa di gioco.

## Modalità di gioco
Il gioco consente di muoversi e di agire su una mappa raffigurante buona parte del mondo ad eccezione dell'Asia Orientale, dell'Oceania e dell'Oceano Pacifico, e dove sono presenti 183 città di piccole, medie e grandi dimensioni.
Il giocatore può scegliere se agire in un contesto storico realmente accaduto oppure se giocare una campagna di fantasia di cui egli stesso decide da che condizione partire (una sola città o il regno già unificato) e le condizioni di vittoria. Le condizioni di vittoria disponibili sono:
- La conquista di un determinato numero di città, scelto dal giocatore prima dell'inizio della partita
- La conquista di una o più capitali delle potenze nemiche, scelte dal giocatore prima dell'inizio della partita
- L'annientamento di una o più potenze nemiche (ottenuto tramite la perdita di tutte le città ad opera del giocatore o dei suoi alleati)

Il gioco consente di combattere battaglie via terra e via mare, inoltre dando libertà di agire sull'intera mappa mondiale consente anche la conquista di territori coloniali per potenziare i propri traffici commerciali ed indebolire quelli nemici.
Il giocatore ha bisogno di 3 elementi per poter creare unità ed edifici: Oro, Uomini e Punti scienza. In ogni città il giocatore avrà a disposizione dei lotti di terreno per edificare le strutture produttive indispensabili per proseguire il gioco, ovvero la Fattoria (che consente di reclutare uomini), l'Industria (che consente di produrre oro) e l'Università (che produce punti scienza grazie ai quali si ottengono potenziamenti)
Oltre a queste sono presenti strutture incaricate di produrre le unità:
- Caserma: Produce le truppe di soldati (fanteria e cavalleria) e l'artiglieria.
- Accademia militare: Produce i condottieri militari.
- Arsenale navale: Edificabile solo in città portuali, produce navi da guerra e da trasporto
- Ospedale: Cura i feriti e aumenta la loro resistenza
- Posto di polizia: Impedisce alle spie e ai partigiani di entrare nella città, e ne produce alcuni da mandare nelle città nemiche
- Arco di Trionfo: Impedisce rivolte e insurrezioni nelle città conquistate.
- Faro: Edificabile solo in città portuali, individua unità navali in avvicinamento e recluta i corsari

## Nazioni
Nel gioco sono presenti oltre 30 entità nazionali, ma di queste solo le 6 maggiori potenze possono essere utilizzate dal giocatore: 
- Impero francese
- Impero russo
- Regno di Prussia
- Impero britannico
- Impero ottomano
- Impero austriaco

Le restanti nazioni (tra cui Danimarca, Etiopia, Persia, Stati Uniti, Spagna, ecc.) vengono usate dalla IA soltanto per l'autodifesa.